# Селезни (Кировская область)
Се́лезни — деревня в Кирово-Чепецком районе Кировской области в составе Селезеневского сельского поселения.

## География
Расположена на расстоянии примерно 45 км на восток-юго-восток по прямой от центра района города Кирово-Чепецк.

## История
Известна с 1678 года как починок Мартынка Шавкунова, в 1764 здесь (уже деревня Селезневская) уже 45 жителей, в 1802 в деревне было 9 дворов. В 1873 году было в деревне Селезеневская (Селезни) дворов 15 и жителей 206, в 1905 35 и 255, в 1926 34 и 212, в 1950 30 и 121, в 1989 19 жителей. Настоящее название утвердилось с 1939 года. 

## Население
Постоянное население составляло 19 человек (русские 100%) в 2002 году, 10 в 2010.